# 宮腰太郎
宮腰 太郎（みやこし たろう、1928年4月13日 - 2009年5月6日）は、日本の文筆家、放送作家。東京府生まれ。本名：裕（ゆたか）。
生年を昭和4年（1929年）とするプロフィールもある。

## 来歴・人物
（旧制）武蔵高等学校卒業、東京教育大学文学部中退。その後、雑誌編集者、映画脚本家（または映画監督）、コピーライターを経て、フリーライターとなる。1979年から2009年1月まで、TBSラジオの番組『小沢昭一の小沢昭一的こころ』の構成作家（筋書き作家）を務めた。担当番組については、パーソナリティ（口演）・小沢昭一との共著という形で書籍化された。
2009年5月6日、気管支肺炎のため、東京都町田市の病院で死去。81歳没。

## 活動リスト

### 構成担当番組
- 小沢昭一の小沢昭一的こころ

### 著書
- 『小沢昭一的こころ』シリーズ ※小沢昭一との共著。
- 『アフォリズムの辞典 箴言と名句で人生を読む』[3]（1987年9月発売、フォー・ユー）ISBN 4893760106
- 『月の桂 – 株式会社増田德兵衞商店』（2001年、日本名門酒会文庫）[5]
- 『薬よりも効く!“笑い”の百科』（2008年7月発売、アーク書院）ISBN 4902947250 ※笑いの科学研究会（寄与者）との共著。

### 連載
- 話のくずかご（株式会社三技協の社内報『黎明』で連載されたエッセイ）[6]

## 参考資料
- 各種外部リンク